# 比弗鎮區 (堪薩斯州斯科特縣)
比弗鎮區（英語：Beaver Township）是位於美國堪薩斯州斯科特縣的一個行政鎮區。

## 地方資料
比弗鎮區的面積為309.01平方千米，當中陸地面積為308.71平方千米，而水域面積為0.30平方千米。根據2010年美國人口普查的數據，當地共有人口287人，而人口密度為每平方千米0.93人。

## 外部連結
- US-Counties.com
- City-Data.com （页面存档备份，存于）